# Беате Мали
Беате Мали (на немски: Beate Maly) е австрийска писателка на произведения в жанра социална драма, исторически роман, исторически криминален роман, детска литература, приключенски роман, биография и документалистика. Пише под псевдонимите Лаура Балдини (на немски: Laura Baldini) и Лина Янсен (на немски: Lina Jansen).

## Биография и творчество
Беате Мали е родена на 24 май 1970 г. във Виена, Австрия. Завършва обучение по детска педагогика за учител в детска градина. След дипломирането си работи като възпитателка в детска градина. Едновременно с работата си публикува детски приказки, детски книги и образователни специализирани книги.
През 2007 г. печели стипендия от град Виена за черновата на първия ѝ исторически роман „Акушерката от Виена“ от поредицата „Акушерки“, който е публикуван през 2008 г. Действието на романа се развива във Виена през 1683 г. по време на Битката при Виена, където една млада акушерка се бори за защита на професията си и на града. След публикуването на книгата напуска работата си и завършва допълнително обучение за работа с деца със специални потребности, след което работи в помощ на деца с аутизъм и на техните семейства.
Криминалният ѝ роман „Убийство на Дунава“ от поредицата „Ернестин Кирш и Антон Бьок“ от 2018 г. е номиниран за наградата „Лео Перуц“. За историческия роман „Учителка на новото време“, който публикува под псевдонима Лаура Балдини, получава наградата „Сребърен Омир 2021“. През 2022 г. под псевдонима Лина Янсен е издаден приключенския ѝ роман „Мис Щтинес и околосветското пътешествие“. През 2023 г. романът ѝ „Аурелия и последната езда“ от поредицата „Аурелия фон Коловиц“ също е номиниран за наградата „Лео Перуц“.
Беате Мали е майка на три деца и живее със семейството си в покрайнините на Виена.

## Произведения

### Като Беате Мали

#### Самостоятелни романи
- Die Zeichenkünstlerin von Wien (2010)[1]
- Das Sündenbuch (2012)
- Der Fluch des Sündenbuchs (2013)
- Der Raub der Stephanskrone (2015)
- Die Salzpiratin (2017)
- Lottes Träume (2019)
- Fräulein Mozart und der Klang der Liebe (2021)

#### Поредица „Акушерки“ (Hebammen)
1. Die Hebamme von Wien (2008)[1]
2. Die Hebamme und der Gaukler (2011)

#### Поредица „Дунавската принцеса“ (Die Donauprinzessin)
1. Die Donauprinzessin (2014)
2. Die Donauprinzessin und die Toten von Wien (2016)

#### Поредица „Ернестин Кирш и Антон Бьок“ (Ernestine Kirsch & Anton Böck)
1. Tod am Semmering (2016)[1]
2. Tod an der Wien (2017)
3. Mord auf der Donau (2018) – награда „Сребърен Омир“
4. Tod in Baden (2019)
5. Mord im Auwald (2020)
6. Mord auf dem Eis (2021)
7. Mord auf der Trabrennbahn (2022)
8. Mord im Filmstudio (2023)

#### Поредица „Зонщайнови“ (Die Sonnsteins)
1. Lottes Träume (2019)[1]
2. Elsas Glück (2020)

#### Поредица „Die Schönbrunn” (Die Schönbrunn)
1. Die Frauen von Schönbrunn (2022)[1]

#### Поредица „Аурелия фон Коловиц“ (Aurelia von Kolowitz)
1. Aurelia und die letzte Fahrt: Ein historischer Wien (2022)[1]
2. Aurelia und die Melodie des Todes (2023)

#### Поредица „Лилиан Фейглас и Макс фон Краузе“ (Liliane Feiglas und Max von Krause)
1. Mord in der Wiener Werkstätte (2024)

#### Детска литература
- Der allerschlimmste Tag (1999)[1]
- Inlineskates für Timo (2000)
- Darf ich bei euch schlafen? (2002)

#### Документалистика
- Im Kindergarten das Jahr erleben (1998)[1]
- Feste feiern wie sie fallen: Ein Streifzug durch das Kirchenjahr (2000)
- Wir entdecken den Garten (2001)
- Wir sind jetzt alle ... Hexen und Zauberer!, Ideen und Spiele für die Praxis (2014)

### Като Лаура Балдини

#### Самостоятелни романи
- Lehrerin einer neuen Zeit (2020) – за Мария Монтесори, награда „Сребърен Омир“[1]
Учителка на новото време, изд.: „Емас“, София (2021), прев. Величка Стефанова
- Ein Traum von Schönheit (2021) – за Есте Лаудер, книга № 4 от поредицата „Важни жени, които променят света“ (Bedeutende Frauen, die die Welt verändern)
- Aspergers Schüler (2023) – за Ханс Аспергер

#### Сборници
- Weihnachtsduft und Erfindergeist. 24 Geschichten über berühmte Frauen (2023) – с Ева-Мария Баст и Сина Беервалд[1]

### Като Лина Янсен
- Fräulein Stinnes und die Reise um die Welt (2022) – за пътешественичката Клареноре Щтинес и нейната околосветска обиколка с автомобил, книга № 1 от поредицата „Изгубени истории“ (Verlorene Geschichten)[1]